# Negustorii de război
Negustorii de război este o colecție de povestiri științifico-fantastice românești de Ioan Popa. A apărut la Editura Aldomars în 1990.
Negustorii de război este marcată de ideea războiului ca sursă de cataclisme  și a schimbărilor majore care rezultă, atât pe plan terestru, prin dispariția megapolisurilor și a civilizației, cât și implicațiile universale.

## Motto
„Și noi stârnim
Furtuni de foc pe soare,
Protuberanțe dănțuind în hău,
Căci omul simte marea lui Chemare
Să-înrâurească totu-n jurul său;

Cereștii corpi, urmându-și toți rotirea,
Un reciproc efect au, permanent,
Eu simt necontenit înrâurirea
Pământului pe-întregul firmament.”— L. Martînov

## Cuprins
- Năluca
- Pe țărmuri îndepărtate
- Ultima întoarcere
- Eroii
- Negustorii de război
- Năvălitorii din trecut
- Lansarea
- Fuga
- Un capăt de pod
- Așteptarea
- Ce toamnă era în luna mai
- Cuplu de zei
- O întâmplare bizară
- Drum stelar